# Кінь без вершника

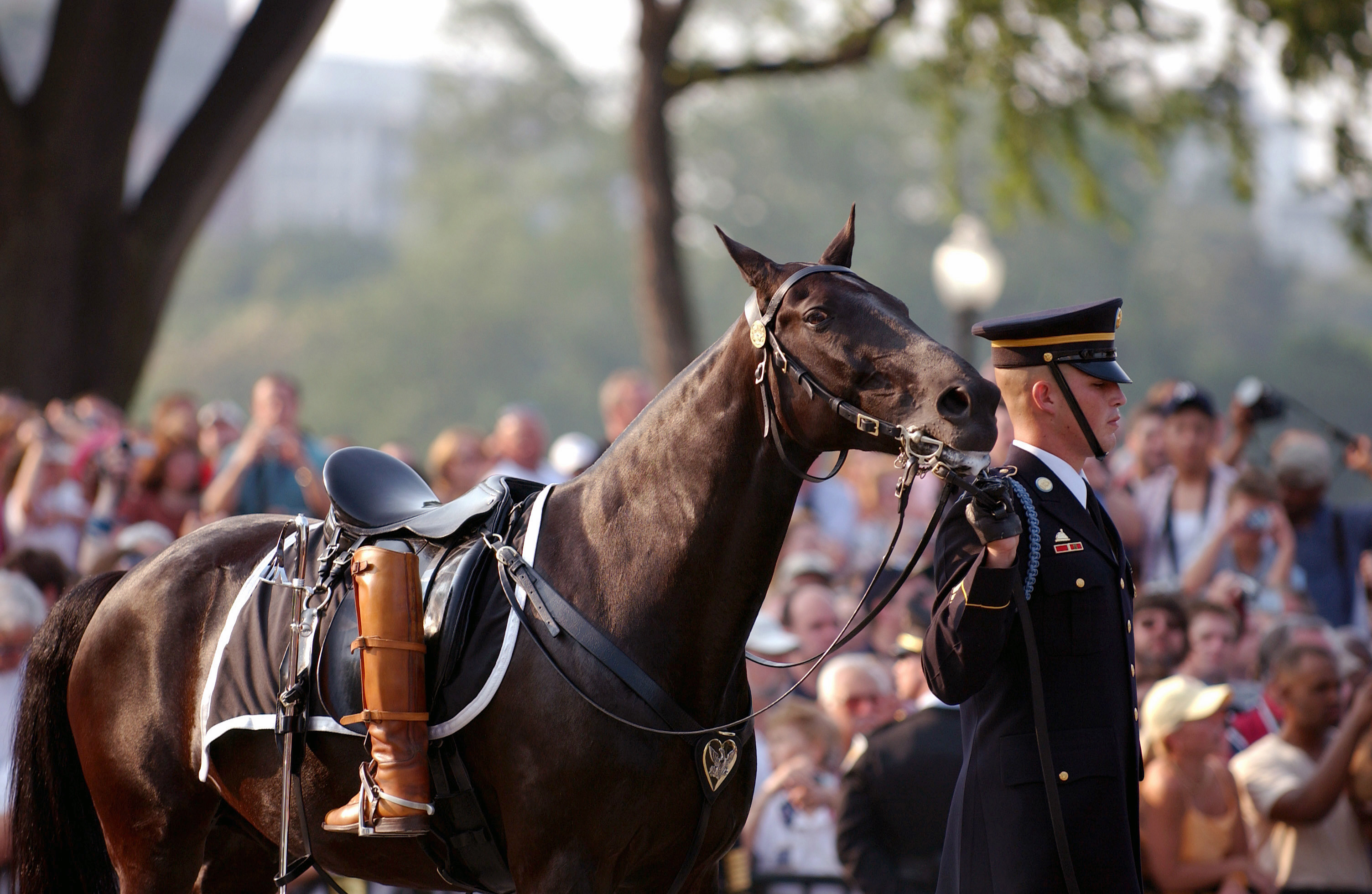
Кінь Сержант Йорк (кінь) на похоронах Рональда Рейгана у 2004 році.

Кінь без вершника — традиційний елемент військових похоронних почестей у Сполучених Штатах Америки. Цей звичай застосовується при похованнях офіцера армії чи морської піхоти у званні полковника і вище, а також президента як верховного головнокомандуючого.
Англійською цей кінь називається riderless horse (кінь без вершника) або caparisoned horse (кінь в капаризоні). Під час процесії кінь йде позаду лафету з труною, на ньому одягнуте порожнє сідло, а на стременах у нього встановлені чоботи носками назад, як символ того, що покійний більше ніколи не їздитиме верхи. Якщо кінь має чорну масть, на нього надягають лише сідло з чапраком, стремена та вузду, але якщо масть коня інша, надягають також чорні капюшон і попону (капаризон), звідки й походить друга назва. У разі, якщо ховають президента, на задніх кутах попони розміщується президентська печатка .
Кінь без вершника також може бути представлений на військових, поліцейських або цивільних парадах, щоб символізувати полеглих солдатів, поліцейських, або померлих спортсменів-кіннотників. Поза межами США кінь без вершника з розвернутими черевиками у стременах, відомий як «Lone Charger», використовується в Австралії під час щорічних маршів на честь Дня АНЗАК.

## Історія

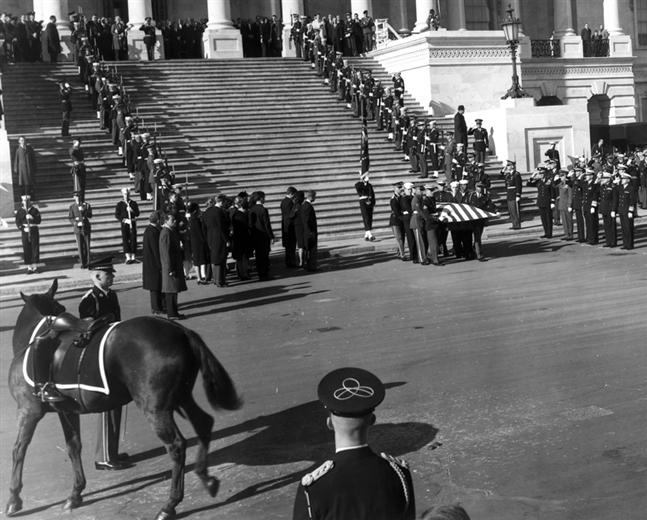
Винесення труни з Джоном Кеннеді з будівлі Капітолію. В кадрі видно коня на ім'я Блек Джек (кінь).

Вважається, що звичай сягає часів Чингісхана, коли коня без вершника під час похорон його власника вели до місця поховання та приносили в жертву. Іноді з коня також готували на місці їжу і після бенкету конячі рештки ховали разом з господарем. З часом цей ритуал перестав містити жертвопринесення і має лише символічний характер.
Деякі історичні записи стверджують, що першим президентом США, в похоронах якого був задіяний кінь без вершника, був Авраам Лінкольн у 1865 році. Проте Тобіас Лір, особистий секретар Джорджа Вашингтона, згадує, що цей ритуал був частиною похорону Вашингтона у 1797 році — кінь віз його сідло, пістолети та чоботи. Іншим примітним випадком цього звичаю є похорони Александера Гамільтона у 1804 році, у яких брав участь його сірий кінь з розвернутими чоботами. Під час поховання Лінкольна його кінь Старий Боб дійсно брав участь, однак лише в чорній попоні, без чоботів у стременах.
Ця традиція залишається популярною протягом багатьох років, і коні без вершників брали участь у похоронних процесіях Джона Кеннеді (1963), Герберта Гувера (1964), Ліндона Джонсона (1973), Рональда Рейгана (2004) та інших.